# レナト・シュテフェン
レナト・シュテフェン（Renato Steffen, 1991年11月3日 - ）は、スイス・アーラウ出身のサッカー選手。スイス・スーパーリーグ・FCルガーノ所属。スイス代表。ポジションはミッドフィールダー。

## 経歴

### クラブ
2011年、FCゾロトゥルンに加入。
2012年夏、FCゾロトゥルンからFCトゥーンに移籍、1年後にはヤングボーイズに移籍した。2016年1月、FCバーゼルに移籍した。
2018年1月10日、VfLヴォルフスブルクに移籍。
2022年8月30日、FCルガーノに3年契約で移籍。

### 代表
2015年10月9日、UEFA EURO 2016予選・グループE・サンマリノ戦でスイス代表デビューを果たした。

## 代表歴

### 出場大会
- スイス代表
  - 2022 FIFAワールドカップ
  - UEFA EURO 2024

### 試合数
- 国際Aマッチ 38試合 4得点（2015年-）[8]

| スイス代表 | 国際Aマッチ | 国際Aマッチ |
| 年         | 出場        | 得点        |
| ---------- | ----------- | ----------- |
| 2015       | 2           | 0           |
| 2016       | 3           | 0           |
| 2017       | 0           | 0           |
| 2018       | 0           | 0           |
| 2019       | 5           | 0           |
| 2020       | 4           | 0           |
| 2021       | 6           | 1           |
| 2022       | 9           | 0           |
| 2023       | 9           | 3           |
| 2024       |             |             |
| 通算       | 38          | 4           |

## タイトル
バーゼル
- スイス・スーパーリーグ: 2015-16, 2016-17
- スイス・カップ: 2016-17